# Totems d'Armorique
Albums de Stone Age
Promessa
(2000) Bubry Road
(2022)
Totems d'Armorique est le quatrième album du groupe français Stone Age, sorti en avril 2007.
Cet album se démarque de ses prédécesseurs par un usage moindre de l'électronique : cette fois-ci, les arrangements électroniques se font discrets, laissant la vedette aux instruments acoustiques et à la guitare électrique.
Les morceaux d'inspiration traditionnelle bretonne sont devenus minoritaires. Finalement, Totems d'Armorique se révèle surtout être un album de folk rock celte.

## Liste des titres
1. Vibration lithique
2. Menez an Indian Koz
3. Totems d'Armorique
4. Freedom of Light
5. Inkantator
6. Enez Sun
7. Vibration lithique 2
8. L'Homme de pierre (part 1)
9. L'Homme de pierre (part 2)
10. Organik Reel
11. The Crimson Flow
12. Yann Sebastian Dañs
13. Kervrumble
14. Born in G
15. Vibtration lithique 3
16. Harbour Wall
17. Y'a foule sur l'île